# Ivan Dobrinov
Ivan Dobrinov (bolgárul: Иван Добринов) (Szófia, 1960. október 29. –) bolgár nemzetközi labdarúgó-játékvezető.

## Pályafutása

### Nemzeti játékvezetés
Ellenőreinek, sportvezetőinek javaslatára lett az I. Liga játékvezetője. Az aktív nemzeti játékvezetéstől 2004-ben vonult vissza. Első ligás mérkőzéseinek száma: 154.

### Nemzetközi játékvezetés
A Bolgár labdarúgó-szövetség Játékvezető Bizottsága (JB) terjesztette fel nemzetközi játékvezetőnek, a Nemzetközi Labdarúgó-szövetség (FIFA) 1997-től tartotta nyilván bírói keretében. Több nemzetek közötti válogatott és klubmérkőzést vezetett. A bolgár nemzetközi játékvezetők rangsorában, a világbajnokság-Európa-bajnokság sorrendjében többedmagával a 6. helyet foglalja el 3 találkozó szolgálatával. Az aktív nemzetközi játékvezetéstől 2003-ban a FIFA 45 éves korhatárát elérve búcsúzott. Nemzetközi mérkőzéseinek száma: 65. Válogatott mérkőzéseinek száma: 5.

#### Világbajnokság
A világbajnoki döntőhöz vezető úton Dél-Koreába és Japánba a XVII., a 2002-es labdarúgó-világbajnokságra a FIFA JB bíróként alkalmazta.
| Időpont             | Helyszín                       | Mérkőzés típusa           | Mérkőzés                    | Eredmény | Nézők száma |
| ------------------- | ------------------------------ | ------------------------- | --------------------------- | -------- | ----------- |
| 2001. június 2.     | Roi Baudouin Stadion, Brüsszel | előselejtező (6. csoport) | Belgium–Litvánia            | 3 : 1    | 30 000      |
| 2001. szeptember 5. | Rheinpark Stadion, Vaduz       | előselejtező (7. csoport) | Liechtenstein–Spanyolország | 0 : 2    | 4 648       |

#### Európa-bajnokság
Az európai-labdarúgó torna döntőjéhez vezető úton Portugáliába a XII., a 2004-es labdarúgó-Európa-bajnokságra az UEFA JB játékvezetőként foglalkoztatta.
| Időpont          | Helyszín                          | Mérkőzés típusa           | Mérkőzés           | Eredmény | Nézők száma |
| ---------------- | --------------------------------- | ------------------------- | ------------------ | -------- | ----------- |
| 2003. április 2. | Marcel Saupin Stadion, Luxembourg | előselejtező (2. csoport) | Luxemburg–Norvégia | 0 : 2    | 2 899       |

#### Nemzetközi kupamérkőzések

##### UEFA-kupa
| Időpont           | Helyszín                   | Mérkőzés típusa | Mérkőzés                       | Eredmény | Nézők száma |
| ----------------- | -------------------------- | --------------- | ------------------------------ | -------- | ----------- |
| 2003. október 15. | Parken Stadion, Koppenhága | 1. forduló      | F.C. København–Ferencvárosi TC | 1 : 1    | 16 957      |